# بيرت هارغريف
بيرت هارغريف هو سياسي كندي، ولد في 30 مارس 1917 في مدسين هات في كندا، وتوفي بنفس المكان في 24 سبتمبر 1996. حزبياً، نشط في الحزب الكندي التقدمي المحافظ. وقد انتخب عضو مجلس العموم الكندي.